# پمپادور (مدل مو)

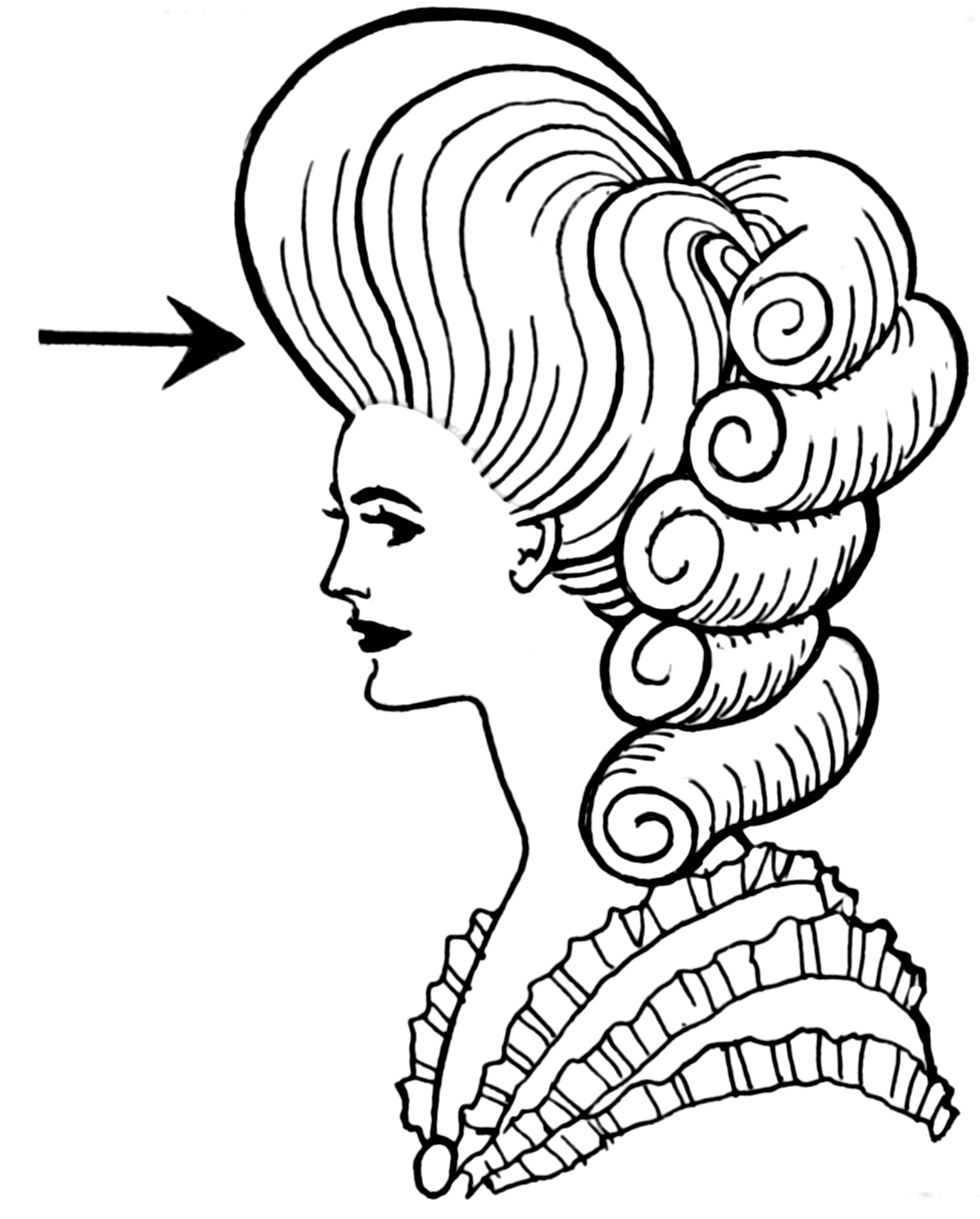
مدل موی پمپادور

پمپادور مدل مویی است که توسط زنان و مردان استفاده می‌شود و نام آن از مادام پمپادور، معشوق لوئی پانزدهم گرفته شده است. اگرچه شکل‌های مختلفی از این مدل مو وجود دارد، اما ظاهر آن به طور کلی به این صورت است که مو به سمت بالا پیچ می‌خورد به گونه‌ای که در بالای پیشانی بسته  می‌شود.

## تاریخچه رواج
مدل موی پمپادور در قرن هجدهم در میان زنان شیک‌پوش رواج داشت. محبوبیت آن تا جنگ جهانی اول ادامه یافت. در دهه ۱۹۴۰ میلادی این مدل مو بار دیگر در میان بانوان رواج یافت. این مدل در اواخر دهه ۱۹۵۰ میلادی در میان مردان نیز رواج یافت و توسط برخی ستارگان راک اند رول مانند الویس پریسلی استفاده شد. استفاده از این مدل تا قرن ۲۱ نیز توسط مردان و زنان ادامه یافت که با تغییراتی در ظاهر آن همراه بوده است.

## نگارخانه

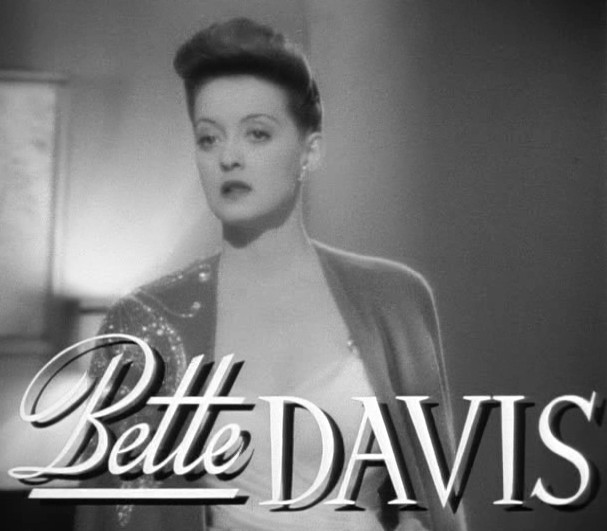
بت دیویس با مدل موی پمپادور، ۱۹۴۲
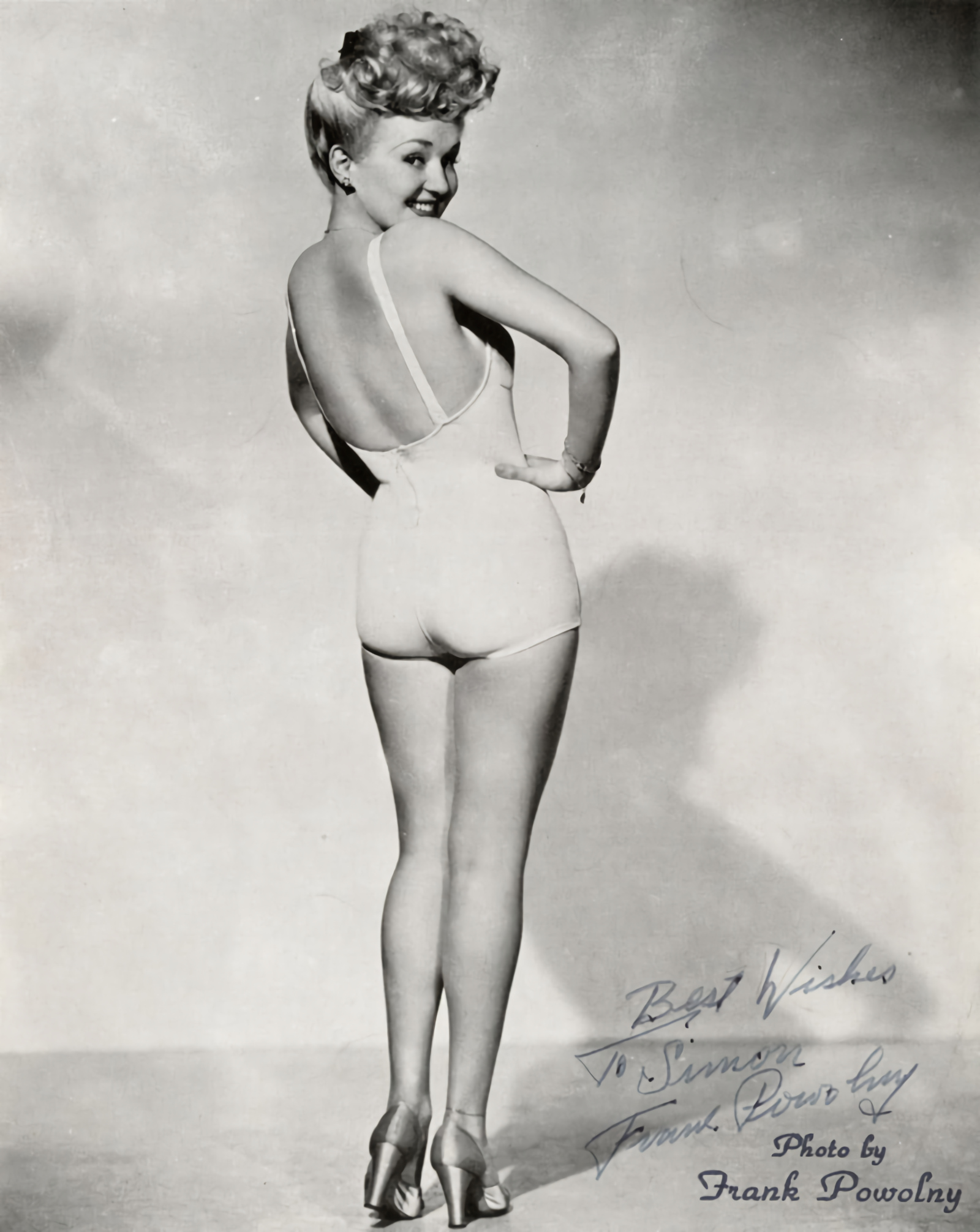
بتی گریبل با نوع دیگری از مدل موی پمپادور، ۱۹۴۳
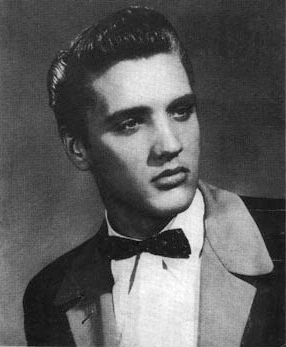
الویس پریسلی با مدل موی پمپادور در اواسط دهه ۱۹۵۰ میلادی